# Pseudallata
Pseudallata is een geslacht van vlinders van de familie tandvlinders (Notodontidae).

## Soorten
- P. argyropeza Oberthür, 1914
- P. laticostalis Hampson, 1900